# Aubras
Aubres és un municipi francès situat al departament de la Droma i a la regió d'Alvèrnia-Roine-Alps. L'any 2007 tenia 423 habitants.

## Demografia

### Població
El 2007 la població de fet d'Aubres era de 423 persones. Hi havia 170 famílies de les quals 37 eren unipersonals (25 homes vivint sols i 12 dones vivint soles), 58 parelles sense fills, 67 parelles amb fills i 8 famílies monoparentals amb fills.
La població ha evolucionat segons el següent gràfic:
Habitants censats

### Habitatges
El 2007 hi havia 212 habitatges, 168 eren l'habitatge principal de la família, 31 eren segones residències i 14 estaven desocupats. 190 eren cases i 21 eren apartaments. Dels 168 habitatges principals, 134 estaven ocupats pels seus propietaris, 27 estaven llogats i ocupats pels llogaters i 6 estaven cedits a títol gratuït; 3 tenien una cambra, 9 en tenien dues, 23 en tenien tres, 48 en tenien quatre i 84 en tenien cinc o més. 135 habitatges disposaven pel capbaix d'una plaça de pàrquing. A 70 habitatges hi havia un automòbil i a 91 n'hi havia dos o més.

### Piràmide de població
La piràmide de població per edats i sexe el 2009 era:
| Homes | Edats   | Dones |
| ----- | ------- | ----- |
| 0     | 95 o +  | 0     |
| 0     | 90 a 94 | 0     |
| 4     | 85 a 89 | 4     |
| 0     | 80 a 84 | 4     |
| 4     | 75 a 79 | 4     |
| 4     | 70 a 74 | 8     |
| 0     | 65 a 69 | 4     |
| 20    | 60 a 64 | 4     |
| 12    | 55 a 59 | 12    |
| 4     | 50 a 54 | 8     |
| 16    | 45 a 49 | 16    |
| 24    | 40 a 44 | 24    |
| 12    | 35 a 39 | 12    |
| 12    | 30 a 34 | 16    |
| 16    | 25 a 29 | 4     |
| 4     | 20 a 24 | 8     |
| 24    | 15 a 19 | 8     |
| 8     | 10 a 14 | 8     |
| 20    | 5 a 9   | 12    |
| 8     | 0 a 4   | 16    |

## Economia
El 2007 la població en edat de treballar era de 278 persones, 204 eren actives i 74 eren inactives. De les 204 persones actives 187 estaven ocupades (95 homes i 92 dones) i 17 estaven aturades (9 homes i 8 dones). De les 74 persones inactives 34 estaven jubilades, 24 estaven estudiant i 16 estaven classificades com a «altres inactius».

### Ingressos
El 2009 a Aubres hi havia 156 unitats fiscals que integraven 394,5 persones, la mediana anual d'ingressos fiscals per persona era de 17.157 €.

### Activitats econòmiques
Dels 25 establiments que hi havia el 2007, 1 era d'una empresa extractiva, 1 d'una empresa alimentària, 1 d'una empresa de fabricació de material elèctric, 1 d'una empresa de fabricació d'elements pel transport, 2 d'empreses de fabricació d'altres productes industrials, 10 d'empreses de construcció, 3 d'empreses de comerç i reparació d'automòbils, 1 d'una empresa d'hostatgeria i restauració, 2 d'empreses immobiliàries, 1 d'una empresa de serveis i 2 d'entitats de l'administració pública.
Dels 6 establiments de servei als particulars que hi havia el 2009, 3 eren paletes, 1 guixaire pintor, 1 fusteria i 1 electricista.
L'únic establiment comercial que hi havia el 2009 era una fleca.
L'any 2000 a Aubres hi havia 10 explotacions agrícoles que ocupaven un total de 168 hectàrees.

## Equipaments sanitaris i escolars
El 2009 hi havia una escola elemental integrada dins d'un grup escolar amb les comunes properes formant una escola dispersa.

## Poblacions més properes
El següent diagrama mostra les poblacions més properes.